# Pfarrkirche Leopoldau

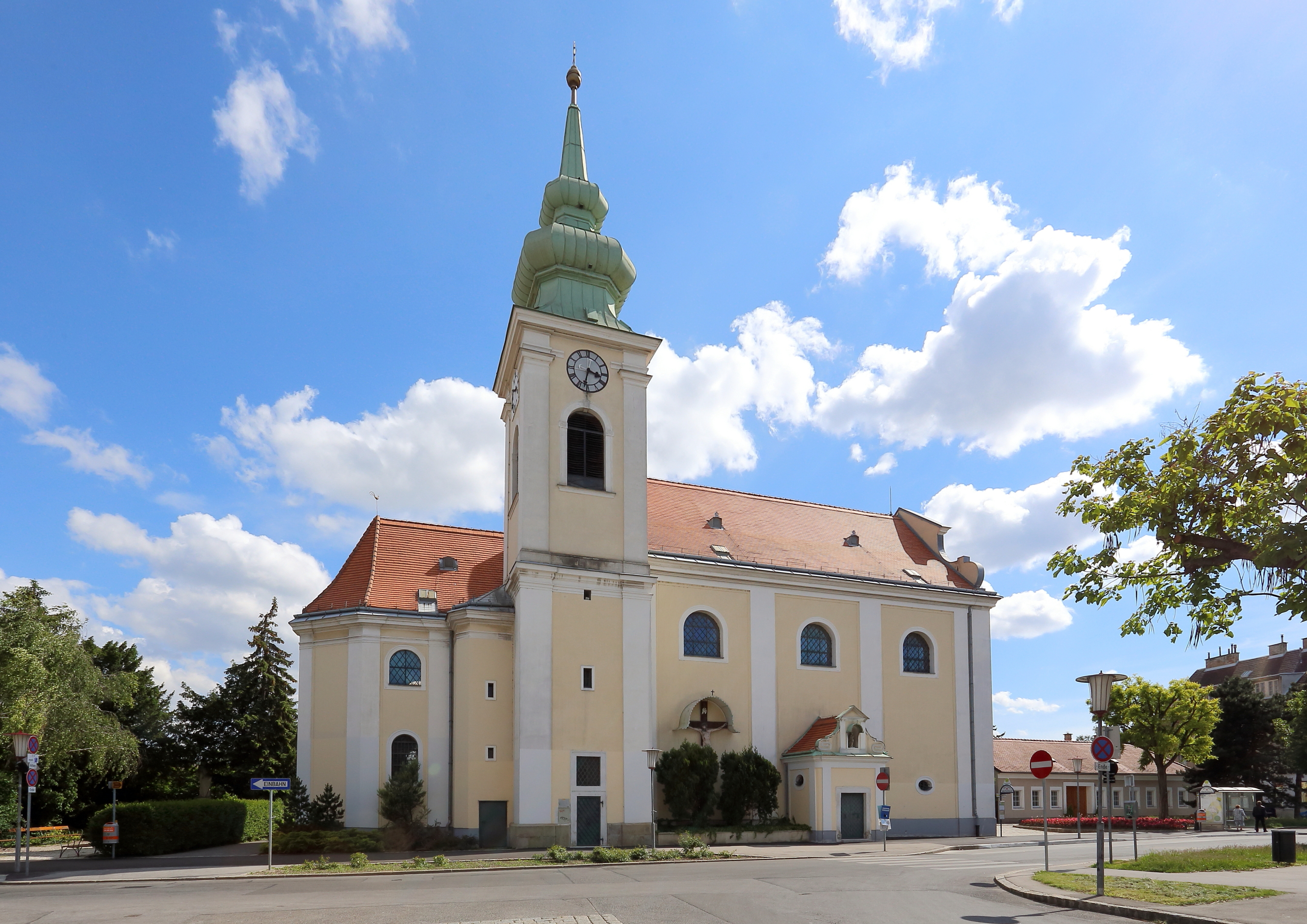
Katholischen Pfarrkirche Maria im Ellend in Wien-Leopoldau

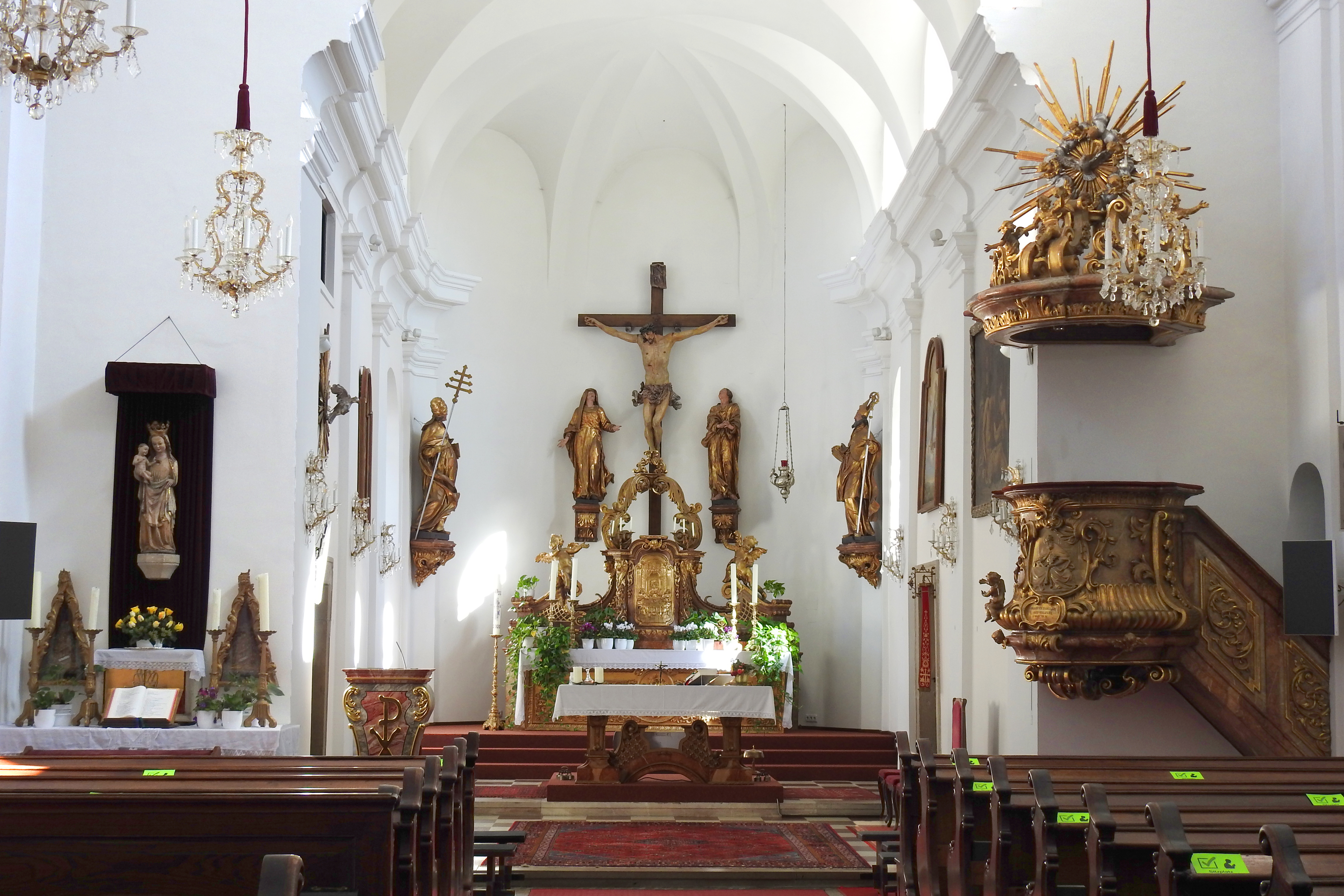
Innenansicht

Die Pfarrkirche Leopoldau ist eine römisch-katholische Pfarrkirche im Bezirksteil Leopoldau des 21. Wiener Gemeindebezirks Floridsdorf. Die Pfarre liegt im Stadtdekanat 21 des zur Erzdiözese Wien gehörenden Vikariates Wien Stadt. Sie ist dem Gedenktag Sieben Schmerzen Mariens geweiht. Das Bauwerk steht unter Denkmalschutz.

## Geschichte
Am 12. Jänner 1465 bewilligte Papst Innozenz VIII. die Abtrennung des Ortes Leopoldau von der Mutterpfarre Kagran, was diese neue Pfarre zur ältesten des heutigen Bezirkes Floridsdorf macht. Vor Ort bedurfte die Umsetzung des päpstlichen Willens erst eines verheerenden Hochwassers der Donau im Jahre 1489, womit Leopoldau von Kagran auf Dauer getrennt erschien. Mit Fürstbischof Friedrich II. und Offizial Johannes Kaltenmarkler von der Diözese Passau wurde die Trennung 1489 beurkundet. Die bestehende Kapelle wurde zur Pfarrkirche erhoben und erhielt das Patrozinium Maria im Elend oder Maria auf der Flucht nach Ägypten. In die Zeit der Pfarrerhebung fällt die Errichtung des südlich der Pfarrkirche gelegenen Leopoldauer Friedhofs.
Am 1. Jänner 2024 wurde die Pfarre Leopoldau in Der Weg Jesu umbenannt und um das Gebiet der ehemaligen Pfarren Auferstehung Christi, Don Bosco, Heiliges Kreuz und Herz Jesu erweitert. Die Pfarrkirche Leopoldau ist seither die Pfarrkirche der Pfarre Der Weg Jesu und die Kirche der Teilgemeinde Leopoldau.

## Patrozinium
In einer Maria-Elend-Kirche wird der Flucht nach Ägypten vor dem Kindsmörder Herodes gedacht; diese Begebenheit zählt zum  zweiten von sieben Schmerzen Marias. Das Patroziniumsfest wird daher am Gedenktag der Sieben Schmerzen Mariens begangen, dem 15. September.

## Kirche

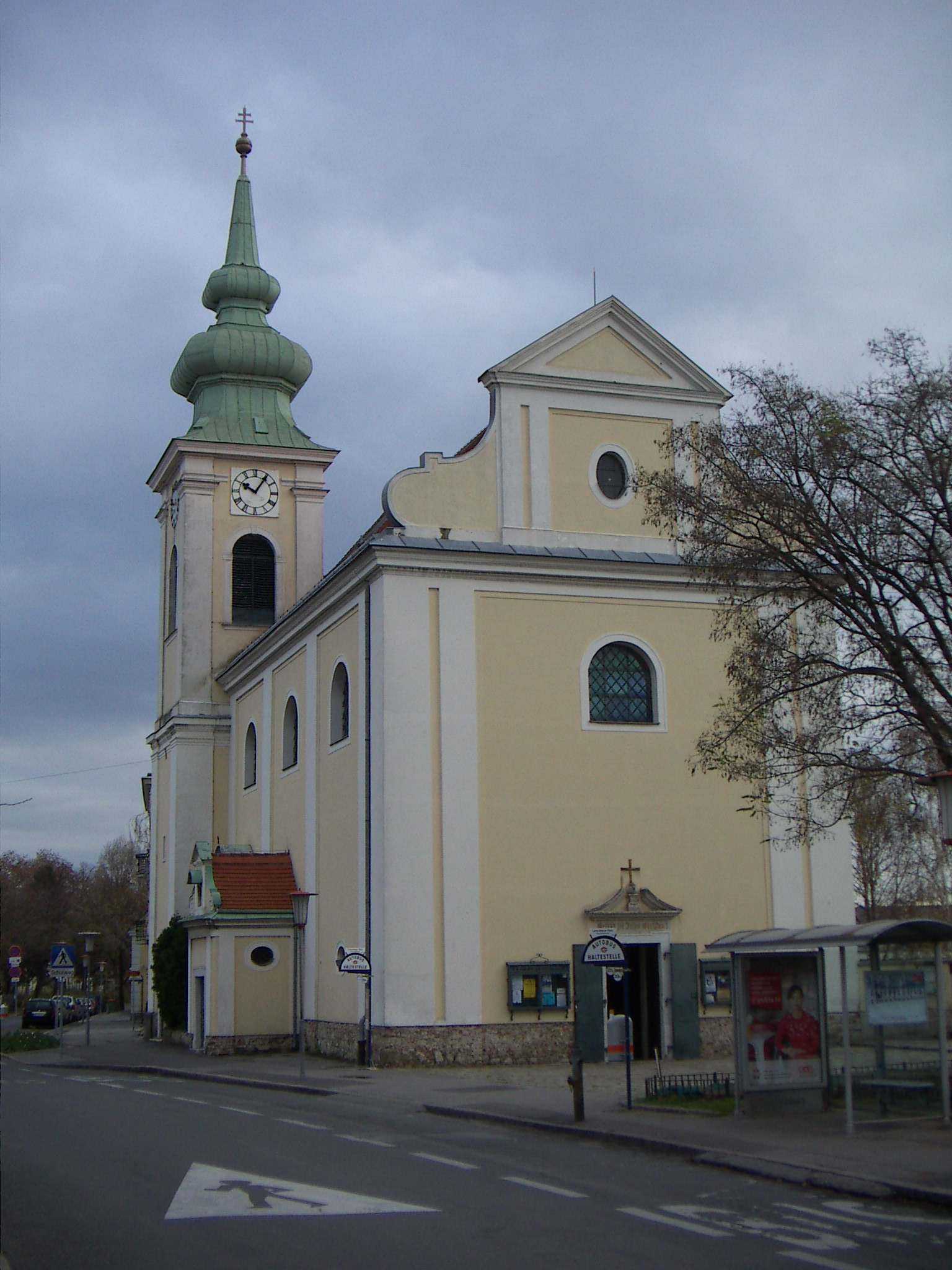
Maria-im-Elend-Kirche

Die ursprünglich gotische Kirche wurde bei der Zweiten Wiener Türkenbelagerung im Jahre 1683 zerstört. Die jetzige Kirche wurde 1696 unter Propst Christoph II. vom Stift Klosterneuburg errichtet. Nach mehreren Renovierungen in den folgenden Jahrhunderten erhielt sie 1952 ihre heutige Gestaltung.
Das steil proportionierte Langhaus trägt ein Satteldach; die Fassade ist durch Lisenen gegliedert. Die Belichtung des Innenraums erfolgt durch hoch gesetzte kurze Rundbogenfenster. Die Westfassade ist durch einen geschweiften Blendgiebel abgeschlossen und umfasst das kleine Rechteckportal mit Sprenggiebelbekrönung. An der Nordfassade befindet sich der ehemalige Portalvorbau mit abgerundeten Ecken; im Volutengiebel steht eine Figur der Madonna aus der Zeit um 1700. Im Osten schließt an das Langhaus der niedrigere Chor mit polygonalem Schluss und pilastergegliederter Fassade an. Der Turm mit zweizonigem Aufbau, rundbogigen Schallfenstern und einem hohen Doppelzwiebelhelm ist an der Nordseite im Chorwinkel halb eingestellt; südlich liegt die 1750 errichtete Sakristei mit modernem Zubau.
Die Kirche umschließt einen dreijochigen Saalraum, in dessen westlichem Ende die auf toskanischen Säulen ruhende Empore errichtet ist. Hinter dem barocken Hochaltar befindet sich im Chorschluss eine monumentale Kreuzigungsgruppe, deren Kruzifix aus der Zeit um 1700, die Figuren der Heiligen Maria und Johannes aus der Mitte des 18. Jahrhunderts datieren. Einige der Figuren stammen vom Hochaltar der (alten) Heiligenstädter Kirche, St. Michael. Laut Vertrag 29. Jänner 1723 vom Hof-Bildhauer Franz Caspar geschaffen.

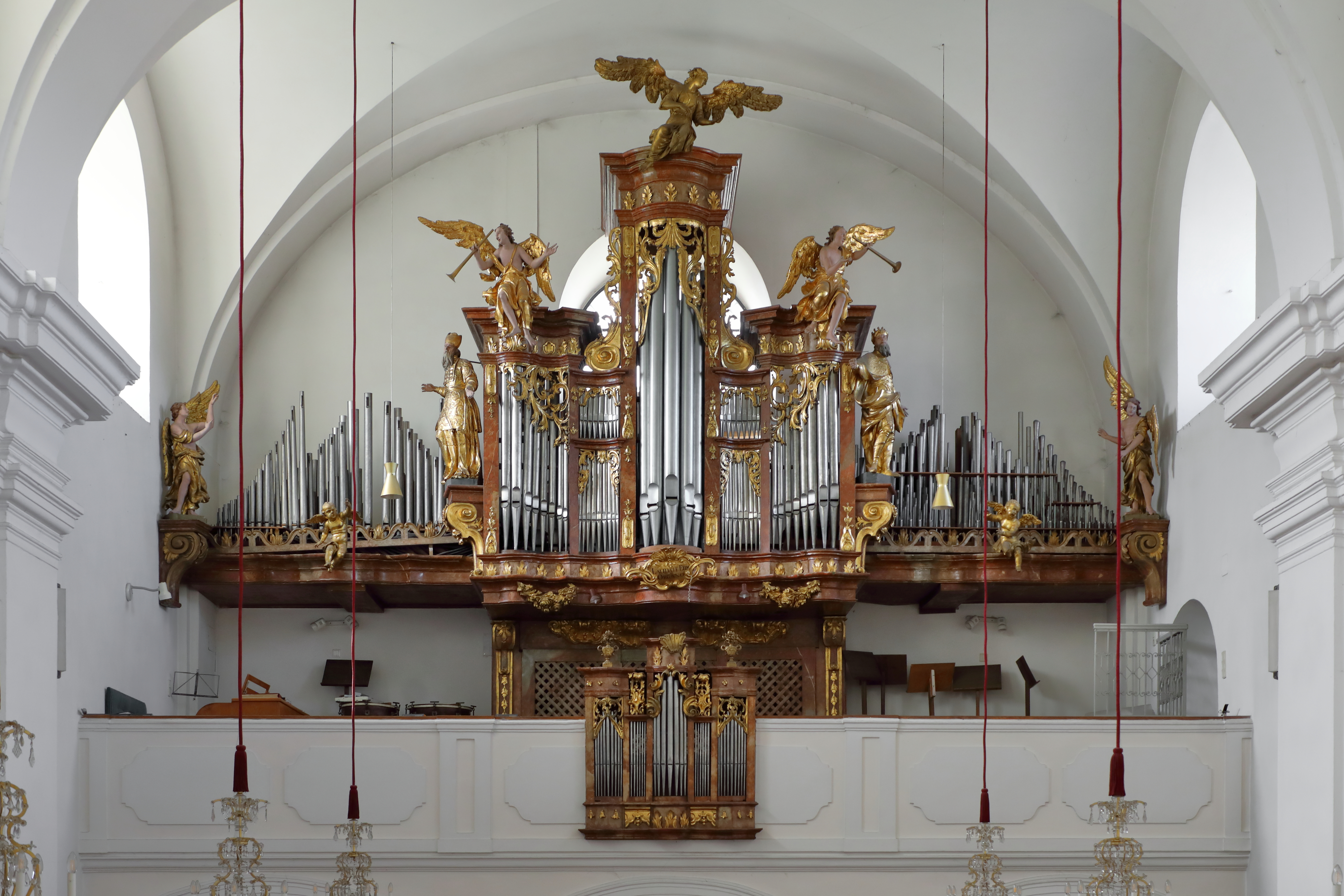
Orgel der Kirche

Die Orgel der Leopoldauer Pfarrkirche wurde 1961 vom Kremser Orgelbauer Gregor Hradetzky errichtet und verfügt über 20 Register auf zwei Manualen und Pedal. Das barocke Orgelgehäuse mit reichem Akanthusdekor und figürlichem Schmuck wurde 1736 geschaffen und 1763 den Barmherzigen Brüdern abgekauft.